# Johann Hermanek
Johann Hermanek (* 11. Mai 1865 in Popelín (Mähren); † 15. Juni 1905 in Mauer bei Wien) war ein österreichischer Wasserbauingenieur und Hochschullehrer.

## Leben
Er studierte bis 1889 in Diplom Bauingenieurwesen an der Technischen Hochschule in Wien.
Anschließend war er als Ingenieur beim Wiener Straßenbauamt tätig und konnte dort durch eingehende theoretische Untersuchungen auf die Planungsarbeiten entscheidenden Einfluss nehmen, insbesondere auf die Wahl der Normalprofile für die Einwölbung des Wien-Flusses.
1897 gründete er ein Büro als Zivilingenieur.
Unter anderem führte er die statische Berechnung für den 1904 vollendeten Neubau des Kaufhauses Gerngroß, einen der ersten Wiener Stahlskelettbauten, durch.
1902 wurde an der Technischen Hochschule in Wien eine Honorardozentatur für Hydraulik geschaffen und an Hermanek übertragen.
Seine Ernennung zum Extraordinarius (außerordentlichen Professor) für das gleiche Fachgebiet erfolgte 1905, kurz vor seinem Tod.
Im gleichen Jahr erschien seine Abhandlung über die mittlere Profilgeschwindigkeit in Gerinnen.
Die darin aufgestellten Fließformeln sind seither mit seinem Namen verbunden.
Die aus der allgemeinen Potenzformel für die mittlere Fließgeschwindigkeit abgeleitete einfache Beziehung Hermaneks mit mittlerer Wassertiefe statt hydraulischem Radius und zugeordnetem Exponenten "l" hat heute für Rauhgerinne wieder an Bedeutung gewonnen.
Wesentlich ist auch, dass Hermanek keinen konstanten Exponenten einführte, sondern Werte von 0,6 bis 1,0 verwendete.

## Veröffentlichungen
- Der Abfluß an einem Grundwehre kurvenförmigen Profils. ZS. d. Österr. Ing.- u. Arch.-Ver. 57, 339–342, 1905.
- Die mittlere Profilgeschwindigkeit in natürlichen und künstlichen Gerinnen[3]